# American VI: Ain't No Grave
American VI: Ain't No Grave è un album postumo di Johnny Cash pubblicato il 23 febbraio 2010. Le tracce presenti nell'album sono state registrate durante le stesse sessioni di American V: A Hundred Highways, tra il maggio e il settembre 2003.

## Tracce
1. Ain't No Grave (Gonna Hold This Body Down) – 2:53 (Claude Ely)
2. Redemption Day – 4:22 (Sheryl Crow)
3. For the Good Times – 3:22 (Kris Kristofferson)
4. I Corinthians 15:55 – 3:38 (Johnny Cash)
5. Can't Help But Wonder Where I'm Bound – 3:26 (Tom Paxton)
6. Satisfied Mind – 2:48 (Red Hayes, Jack Rhodes)
7. I Don't Hurt Anymore – 2:45 (Don Robertson, Walter E. Rollins)
8. Cool Water – 2:53 (Bob Nolan)
9. Last Night I Had the Strangest Dream – 3:14 (Ed McCurdy)
10. Aloha Oe – 3:00 (Liliʻuokalani delle Hawaii)

Durata totale: 32:21

## Curiosità
- La canzone Ain't No Grave è stata usata come musica d'entrata dal wrestler The Undertaker a WrestleMania XXVII nel 2011 ed inoltre fa parte della colonna sonora dei film Django Unchained e Pirati dei Caraibi - La vendetta di Salazar comparendo nel trailer ufficiale del film.
- Come rivelato nell'autobiografia di Zucchero Fornaciari Il suono della domenica - Il romanzo della mia vita, il disco è stato fonte di ispirazione per il cantante italiano durante la scrittura del suo album Chocabeck.

## Musicisti
- Johnny Cash – voce, chitarra
- Scott Avett – banjo in Ain't No Grave
- Seth Avett – in Ain't No Grave
- Mike Campbell – chitarra
- Smokey Hormel – chitarra
- Jonny Polonsky – chitarra
- Matt Sweeney – chitarra
- Benmont Tench – pianoforte, clavicembalo, organo